# عبد اللطيف محرم (عزبة)
عزبة عبد اللطيف محرّم، عزبة تابعة لقرية شابة، التابعة لمركز دسوق، التابع لمحافظة كفر الشيخ في جمهورية مصر العربية.